# Eleanor Koldofsky
Eleanor Ilie Koldofsky (* 9. September 1920 in Toronto; † 14. Februar 2023 ebenda) war eine kanadische Musik- und Filmproduzentin und Autorin.

## Leben
Die Schwester des Geigers Adolph Koldofsky, die einige Zeit mit Sam Sniderman verheiratet war, war die erste Musikproduzentin Kanadas. Sie gründete zunächst das Label Boot Records, bei dem Aufnahmen von Canadian Brass und der Gitarristin Liana Boyd erschienen. 1975 gründete sie Proclaim Productions, bei dessen Label Aquitaine im gleichen Jahr eine Gesamtaufnahme der Klaviersonaten Beethovens mit Anton Kuerti veröffentlicht wurde.
1976 folgten Alben mit dem Geiger Victor Schultz, dem Pianisten Alan Woodrow sowie der Cellistin Gisela Depkat (am Klavier Raffi Armenian). 1977 erschien ein Mitschnitt eines Konzerts mit Lotte Lehmann und Gwendolyn Koldofsky aus dem Jahr 1951, und 1979 nahm der Canadian Children's Opera Chorus Gian Carlo Menottis Chip and his Dog auf. Unter den mehr als vierzig Produktionen von Acquitaine wurden drei mit einem Juno Award ausgezeichnet: Anton Kuertis Beethovenaufnahme (1976), Judy Lomans Aufnahme von R. Murray Schafers The Crown of Ariadne (1979) und Arthur Ozolins’ Aufnahme von Werken Igor Strawinskis und Fryderyk Chopins. Weitere Aufnahmen mit Gisela Depkat und Anton Kuerti erhielten den Grand prix du disque des Canadian Music Council (1979 bzw. 1980).
1963 war Koldofsky am Aufbau des Klangarchivs an der Fakultät für Musik der University of Toronto beteiligt, an dessen Betreuung sie bis 1985 mitwirkte. Weiterhin produzierte sie einige Dokumentarfilme, engagierte sich in Musikprojekten wie den Canadian Music Competitions, dem Women's Musical Club of Toronto, dem Du Maurier Search for the Stars und dem Canadian Children's Opera Chorus, verfasste Zeitungskolumnen und Liner Notes und veröffentlichte einen Gedichtband (The Healing Heart; poems of loss and life, 1998) und ein Kinderbuch (Clip Clop, mit Illustrationen von David Parkins, 2005).

## Quelle
- Eleanor Koldofsky. In:  Encyclopedia of Music in Canada. herausgegeben von The Canadian Encyclopedia (englisch, französisch).

| Personendaten    | Personendaten                                     |
| ---------------- | ------------------------------------------------- |
| NAME             | Koldofsky, Eleanor                                |
| ALTERNATIVNAMEN  | Koldofsky, Eleanor Ilie                           |
| KURZBESCHREIBUNG | kanadische Musik- und Filmproduzentin und Autorin |
| GEBURTSDATUM     | 9. September 1920                                 |
| GEBURTSORT       | Toronto                                           |
| STERBEDATUM      | 14. Februar 2023                                  |
| STERBEORT        | Toronto                                           |